# Xã Owen, Quận Poinsett, Arkansas
Xã Owen (tiếng Anh: Owen Township) là một xã thuộc quận Poinsett, tiểu bang Arkansas, Hoa Kỳ. Năm 2010, dân số của xã này là 600 người.